# Halsey Stevens
Halsey Stevens (* 3. Dezember 1908 in Scott, Cortland County, New York; † 20. Januar 1989 in Inglewood, Kalifornien) war ein US-amerikanischer Komponist, Musikpädagoge und Musikwissenschaftler.

## Leben
Stevens studierte bis 1937 an der Syracuse University unter anderem bei William Berwald, außerdem 1944 an der University of California in Berkeley bei Ernest Bloch. Als Lehrer wirkte er an der Syracuse University (1935 bis 1937), der Dakota Wesleyan University (1937 bis 1941), dem College of Music des Bradley Polytechnic Institute (1941 bis 1946, teilweise durch Militärdienst unterbrochen), der University of Redlands (1946) und ab 1946 an der University of Southern California bis zur Emeritierung 1976. Hinzu kamen Gastprofessuren u. a. an der Yale University (1960/61).
Neben diversen Kompositionspreisen zählen zwei Guggenheim Fellowships (1964 und 1971) zu Stevens’ Auszeichnungen.

## Werk
Stevens’ Kompositionen blieben der Tonalität verpflichtet und umfassen Orchesterwerke (darunter drei Sinfonien und Solokonzerte), zahlreiche kammermusikalische Werke und Vokalkompositionen.
Als Schriftsteller verfasste er unter anderem eine Biographie über Béla Bartók (The Life and Music of Béla Bartók, Erstauflage 1953), die bis heute zu den englischsprachigen Standardwerken über diesen Komponisten zählt.